# Зозуля Ганна Володимирівна
Ганна Володи́мирівна Зозу́ля (нар. 10 березня 1980) — українська і бельгійська шахістка, міжнародний майстер, гросмейстер; майстер спорту України.

## З життєпису
Народилася 10 березня 1980 року. Закінчила Таврійський національний університет імені В. І. Вернадського — за фахом тренер з шахів.
Чемпіонка світу серед дівчат до 16 років (1996), срібна призерка чемпіонату Європи серед дівчат (1995 й 1997), срібна призерка чемпіонату України серед жінок (1997), 6-разова чемпіонка України серед дівчат.
Срібна призерка Кубка Європейських чемпіонів серед жінок (1999, 2000). Переможниця і призерка багатьох міжнародних турнірів. Від 2007 року представляє Бельгію.
Виграла чемпіонат Бельгії серед жінок-2011.
Одружена з Вадимом Малахатьком.